# Benediction
Benediction är ett engelskt death metal-band, bildat 1989. Året därpå utkom gruppens debutalbum – Subconscious Terror. 

## Nuvarande medlemmar
- Darren Brookes – gitarr (1989–)
- Peter Rewinsky – gitarr (1989–)
- Dan Bate – basgitarr (2018–)
- Dave Ingram – sång (1990–1998, 2019–)
- Giovanni Durst – trummor (2019–)

## Diskografi
Studioalbum
- Subconscious Terror (1990)
- The Grand Leveller (1991)
- Transcend the Rubicon (1993)
- The Dreams You Dread (1995)
- Grind Bastard (1998)
- Organised Chaos (2001)
- Killing Music (2008)
- Scriptures (2020)